# Ivica Račan
Ivica Račan (Ebersbach/Sa., 24 febbraio 1944 – Zagabria, 29 aprile 2007) è stato un politico croato.
Esponente del Partito Socialdemocratico di Croazia, nel 1990, quando era membro del comitato centrale della Lega dei Comunisti Croati, aveva permesso lo svolgimento delle prime elezioni libere in Croazia, che faceva ancora parte della Jugoslavia.
Nel XIV congresso della Lega dei Comunisti di Jugoslavia (20 gennaio 1990), guidando la delegazione croata, si era scontrato con Slobodan Milošević, decidendo di abbandonare polemicamente il congresso assieme agli sloveni di Milan Kučan.
Trasformò la Lega dei Comunisti Croati nel Partito Socialdemocratico Croato e per diversi anni fu il principale esponente dell'opposizione al presidente Franjo Tuđman.
Dopo la vittoria elettorale del centrosinistra nel 1999, era stato a capo del governo dal 31 gennaio 2000 fino al 23 dicembre 2003. Malgrado le divergenze emerse nella sua coalizione, che lo portarono a dimettersi per un breve periodo nel 2002, Račan aprì la strada all'adesione di Zagabria all'Unione europea. Dopo la sconfitta nelle elezioni del dicembre 2003, tornò ad essere il leader dell'opposizione.

## Biografia
Nato nel 1944 nel campo di concentramento di Ebersbach, in Germania, sopravvisse con la madre a questa tragedia e al bombardamento di Dresda del 1945, anche se rimase sepolto per giorni sotto le macerie di un edificio. I genitori di Račan tornarono con lui in Jugoslavia dopo la guerra. Dopo molti traslochi e cambi di sede in Croazia, hanno trovato casa a Slavonski Brod. Nel 1968 Račan terminò i suoi studi di legge a Zagabria e lì trovò lavoro presso l'Istituto per la Società. Račan si è sposato tre volte ed ha avuto due figli dal primo matrimonio.
È mancato nell'aprile 2007 in seguito a una grave malattia, durata alcuni mesi, che lo ha visto curarsi dapprima in Germania, poi, nella fase terminale, a Zagabria. È stato commemorato dal suo partito e ufficialmente dal parlamento croato (Sabor) come uno dei politici più leali e onesti degli ultimi anni nel suo Paese.